# São José de Ribamar Esporte Clube
O São José de Ribamar Esporte Clube é um clube brasileiro de futebol, da cidade de São José de Ribamar, no estado do Maranhão. Suas cores são verde, azul e amarelo.

## História
Em 2007 o clube subiu para a primeira divisão do maranhense como o vice campeonato da segunda.[carece de fontes?] Em 2008 o time obteve uma ótima atuação na Taça Cidade de São Luís ficando em 3º lugar eliminado grandes clubes como Moto Clube e Maranhão.[carece de fontes?]
Em 2023 o clube foi rebaixado no Campeonato Maranhense.

## Estatísticas
|  | Participações em 2024 |

| Competição | Competição            | Temporadas | Melhor campanha           | Estreia | Última | P | R |
| Maranhão   | Campeonato Maranhense | 16         | 4º colocado (4 vezes)     | 2008    | 2023   |   | 1 |
| Maranhão   | Segunda Divisão       | 2          | Vice-campeão (2007)       | 2007    | 2024   | 1 |   |
| Maranhão   | Copa FMF              | 6          | 3º colocado (2008 e 2018) | 2008    | 2022   |   |   |

### Campeonato Maranhense - 1ª divisão
| Ano  | Posição |
| 2008 | 8º      |
| 2009 | 4º      |
| 2010 | 6º      |
| 2011 | 8º      |
| 2012 | 5º      |
| 2013 | 8º      |
| 2014 | 7º      |
| 2015 | 4º      |
| 2016 | 5º      |
| 2017 | 7º      |
| 2018 | 4º      |
| 2019 | 6º      |
| 2020 | 4º      |
| 2021 | 6º      |
| 2022 | 5º      |
| 2023 | 8º      |

### Campeonato Maranhense - 2ª divisão
| Ano  | Posição |
| 2007 | 2º      |
| 2024 | 7º      |

### Taça Cidade de São Luís (Copa FMF)
| Ano  | Posição |
| 2008 | 3º      |
| 2009 | 5º      |
| 2018 | 3º      |
| 2019 | 5º      |

1. ↑  Ex-atacante do Santos e Lusa é o novo comandante do São José de Ribamar
2. ↑  São José de Ribamar é o primeiro rebaixado no Campeonato Maranhense 2023